# امین شومان
امین شومان (انگلیسی: Amin Shouman؛ زادهٔ ۱۴ دسامبر ۱۹۵۴)  بازیکن بسکتبال اهل مصر بود.